# Daniel Tschofenig
Daniel Tschofenig, avstrijski smučarski skakalec, * 28. marec 2002, Straja vas, Avstrija.
Tschofenig je član avstrijske državne reprezentance v smučarskih skokih, v svetovnem pokalu tekmuje od leta 2021. Na svetovnih prvenstvih je osvojil srebrno in bronasto medaljo na ekipnih tekmah. V sezoni 2024/25 je osvojil osem posamičnih zmag, zmago na Turneji štirih skakalnic in veliki kristalni globus za zmago v skupnem seštevku svetovnega pokala. Je Koroški Slovenec in prvi skakalec, rojen v 21. stoletju, ki se je v svetovnem pokalu uvrstil na stopničke, dosegel posamično zmago in zmagal na Turneji štirih skakalnic.

## Kariera
Tschofenig je Športnega društva Zahomc, ki ima po nordijskemu kombinatorcu Tomažu Drumlu tako ponovno tekmovalca v najvišjem rangu tekmovanja. Na svetovnih mladinskih prvenstvih je osvojil štiri zlate medalje, ekipno leta 2021 v Lahtiju ter posamično, ekipno in v tekmi mešanih ekip leta 2022 v Zakopanah. V  celinskem pokalu je debitiral 18. decembra 2020 na tekmi v Ruki z devetnajstim mestom, po dveh zaporednih drugih mestih je svojo prvo zmago dosegel 12. septembra 2021 v Bischofshofnu. V svetovnem pokalu pa je debitiral 6. januarja 2021 na istem prizorišču v okviru Turneje štirih skakalnic in s tridesetim mestom prvič osvojil točko svetovnega pokala. Že na svoji drugi tekmi 19. februarja v Râșnovu je dosegel deveto mesto in dan za tem tretje mesto in prvo uvrstitev na stopničke svetovnega pokala na tekmi mešanih ekip. 16. januarja 2022 je s petim mestom dosegel svojo najboljšo uvrstitev v karieri. Bil je član avstrijske reprezentance na Zimskih olimpijskih igrah 2022 v Pekingu, toda ni nastopil na tekmah. 11. februarja 2023 se je prvič uvrstil na stopničke posamične tekme s tretjim mestom v Lake Placidu. Nastopil je na Svetovnem prvenstvu leta 2023 v Planici in z avstrijsko reprezentanco osvojil bronasto medaljo na ekipni tekmi. 
7. decembra 2024 je v Wisłi dosegel svojo prvo posamično zmago v svetovnem pokalu. Z zmagama na tekmah v Garmisch-Partenkirchnu in Bischofshofnu je osvojil Turnejo štirih skakalnic. Nastopil je na Svetovnem prvenstvu leta 2025 v Trondheimu in z avstrijsko reprezentanco osvojil srebrno medaljo na ekipni tekmi, posamično pa je najboljšo uvrstitev dosegel z devetim mestom na veliki skakalnici. Z zmago v Garmisch-Partenkirchnu je od Piusa Paschkeja prevzel rumeno majico vodilnega v skupnem seštevku svetovnega pokala, ki jo je z osmimi zmagami in še sedmimi uvrstitvami na stopničke zadržal do konca sezone. Veliki kristalni globus si je zagotovil na predzadnji posamični tekmi sezone na Letalnici bratov Gorišek v Planici.

## Svetovni pokal

### Skupne uvrstitve
| Sezona  | Skupno | 4SK | P  | RA |
| ------- | ------ | --- | -- | -- |
| 2020/21 | 51     | 50  | —  | —  |
| 2021/22 | 25     | 18  | 20 | —  |
| 2022/23 | 9      | 8   | 10 | 5  |
| 2023/24 | 11     | 13  | 11 | 7  |
| 2024/25 | 1      | 1   | 6  | 11 |

### Posamične zmage
| Št. | Sezona  | Datum             | Prizorišče             | Skakalnica                | Velikost |
| --- | ------- | ----------------- | ---------------------- | ------------------------- | -------- |
| 1   | 2024/25 | 7. december 2024  | Wisła                  | Malinka HS134             | velika   |
| 2   | 2024/25 | 22. december 2024 | Engelberg              | Gross-Titlis HS140        | velika   |
| 3   | 2024/25 | 1. januar 2025    | Garmisch-Partenkirchen | Olympiaschanze HS142      | velika   |
| 4   | 2024/25 | 6. januar 2025    | Bischofshofen          | Paul-Ausserleitner HS142  | velika   |
| 5   | 2024/25 | 19. januar 2025   | Zakopane               | Wielka Krokiew HS140      | velika   |
| 6   | 2024/25 | 1. februar 2025   | Willingen              | Mühlenkopfschanze HS147   | velika   |
| 7   | 2024/25 | 2. februar 2025   | Willingen              | Mühlenkopfschanze HS147   | velika   |
| 8   | 2024/25 | 9. februar 2025   | Lake Placid            | MacKenzie Intervale HS128 | velika   |